# Paroisse d'Ådals-Liden
Ådals-Liden est une paroisse du doyenné d'Ådalen dans le diocèse de Härnösand. La paroisse fait partie du pastorat de Sollefteå et est située dans la commune de Sollefteå dans le comté de Västernorrland. Dans la paroisse se trouve les gravures rupestre Nämforsen. Il y a environ 250 surfaces sculptées et 1 750 figures. La culture du piégeage peut en grande partie être associée aux 550 fosses de piégeage connues.
La paroisse est connue pour la famille Frisendahl, avec le patriarche Viktor Bernhard, père des célèbres artistes et frères Frisendahl Carl, Halvar et Fredrik. La famille Frisendahl est issue du fermier fiscal Jon Elofsson, décédé en 1657 à Backa à Sunne. Le fils Håkan Frisk (1644-1709) devint sergent dans le régiment de cavalerie du Jämtland pendant la guerre danoise de 1675-1679. À partir de 1684, il s’installe comme gouverneur du comté de Ragunda.

## Histoire administrative
La paroisse a des origines médiévales sous le nom de Liden. Elle est rebaptisée Ådals-Liden le 1er janvier 1886 selon l'arrêté royal du 17 avril 1885. L'orthographe du nom de la paroisse est établie comme Ådals-Liden par un décret royal du 24 octobre 1919, car avant cette date, l'orthographe Ådalsliden est utilisée.
Au cours du XIVe siècle, la paroisse forme son propre pastorat, puis jusqu'au 20 août 1830, elle fut une paroisse annexe du pastorat de Resele, Junsele et Liden. Du 20 août 1830 à 1869, elle est une paroisse annexe au pasteur de Resele et Liden. De 1869 à 2002, elle a son propre pasteur. La congrégation était entre 2002 et 2021 la congrégation mère du pastorat d'Ådals-Liden, Junsele, Resele et Eds. La congrégation fait partie du pastorat de Sollefteå depuis 2021.

## Pasteurs
| 1870–1882 | Per Alfred Nikolaus Sundelin |           | Plus tard curé de la paroisse de Nora.    |
| 1882–1906 | Viktor Bernhard Frisendahl   |           | Plus tard curé de la paroisse de Ramsele. |
| 1906–1918 | Nils Petrus Edlund           | 1850–1918 |                                           |

## Sources
1. ↑  « Uppslagsverk - NE.se », sur www.ne.se (consulté le 19 avril 2025)
2. ↑  « Frisendahl, släkt - Svenskt Biografiskt Lexikon », sur sok.riksarkivet.se (consulté le 19 avril 2025)
3. ↑  (sv) SCB - statistiques suédoises, SCB Folkräkningen 1920, page 76, note 7.
4. ↑  (sv) Skatteverket, ”Förteckning (Sveriges församlingar genom tiderna)”, 1989.
5. ↑  (sv) « Församlingar », sur Statistikmyndigheten SCB (consulté le 19 avril 2025)
6. ↑  (sv) « Kyrkliga indelningar », sur Statistikmyndigheten SCB (consulté le 19 avril 2025)
7. ↑  (sv) Bygdén, Leonard; Hasselberg Bertil, Hernösands stifts herdaminne: bidrag till kännedomen om prästerskap och kyrkliga förhållanden till tiden omkring Luleå stifts utbrytning, Uppsala, Almqvist & Wiksell, 1926 (lire en ligne), p. 326-327